# 金劍草
金劍草（學名：Anisomeles indica），又名防风草，是唇形科植物中的一个種，多年生草本，株高約1-1.7m，主要生長於亞熱帶，如广州、台灣地區之海拔500m以下的開闊地及荒廢地。可用於入藥。
其种加词“indica”意为“印度的”。